# アイリングラップ環礁
座標: 北緯7度30分34秒 東経168度44分10秒 / 北緯7.50944度 東経168.73611度

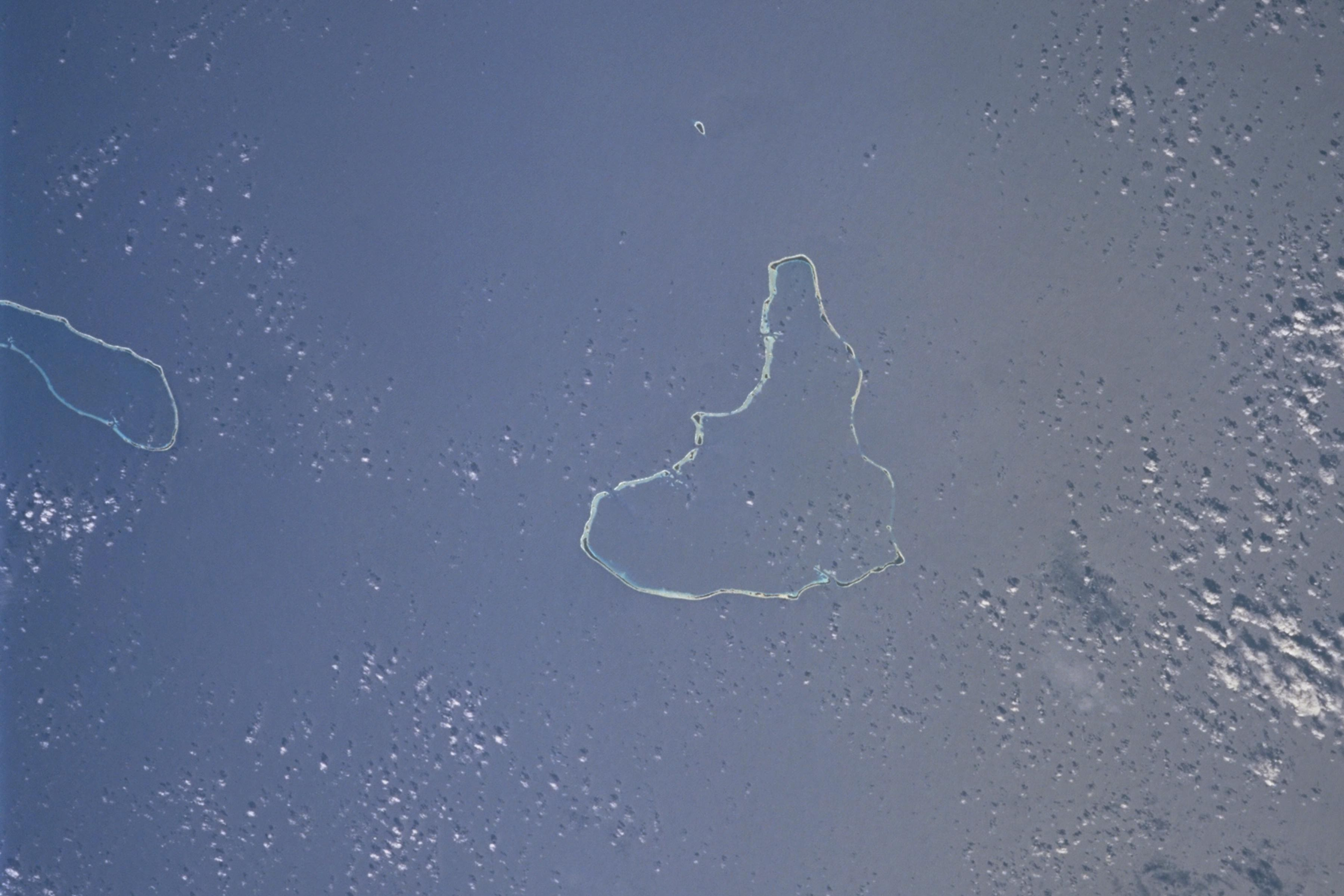
アイリングラップ環礁

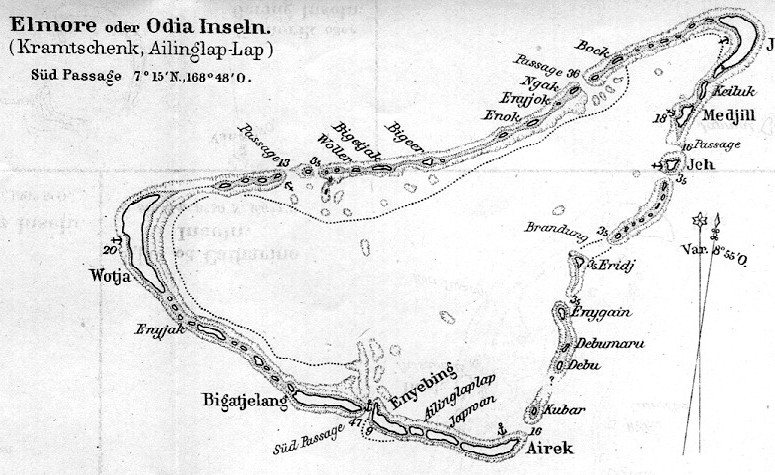
アイリングラップ環礁の地図

アイリングラップ環礁は、56の小島から成る太平洋上の環礁であり、国際法上はマーシャル諸島のラリック列島に属する。アイリンラプラプ環礁とも表記される。ジャルート環礁の152km北西に位置し、小島を合わせた陸地の面積は14.5km2であるが、環礁の総面積は742km2にもなる。環礁上の主要な植物は、農園で生育させているココナッツである。
アイリングラップは「巨大な環礁」（アイリン（環礁/Aelon）+ラップラップ（最上級の接尾語/Laplap））という意味である。これは、マーシャル諸島の人々はここで創られたという偉大な伝説に由来する。主要な島に、最も西にあるウオジャ島、北東部のジェイ島、そして南部のアイロック島とボウジュ島の4つが挙げられる。
アイリングラップ環礁の人口は、1999年度で1,959人である。マーシャル諸島共和国の元大統領であるケーサイ・ノートは、アイリングラップ環礁のジェイ島の出身である。
なおジャバット島は、アイリングラップ環礁のすぐ北東に位置している。